# Myagdi

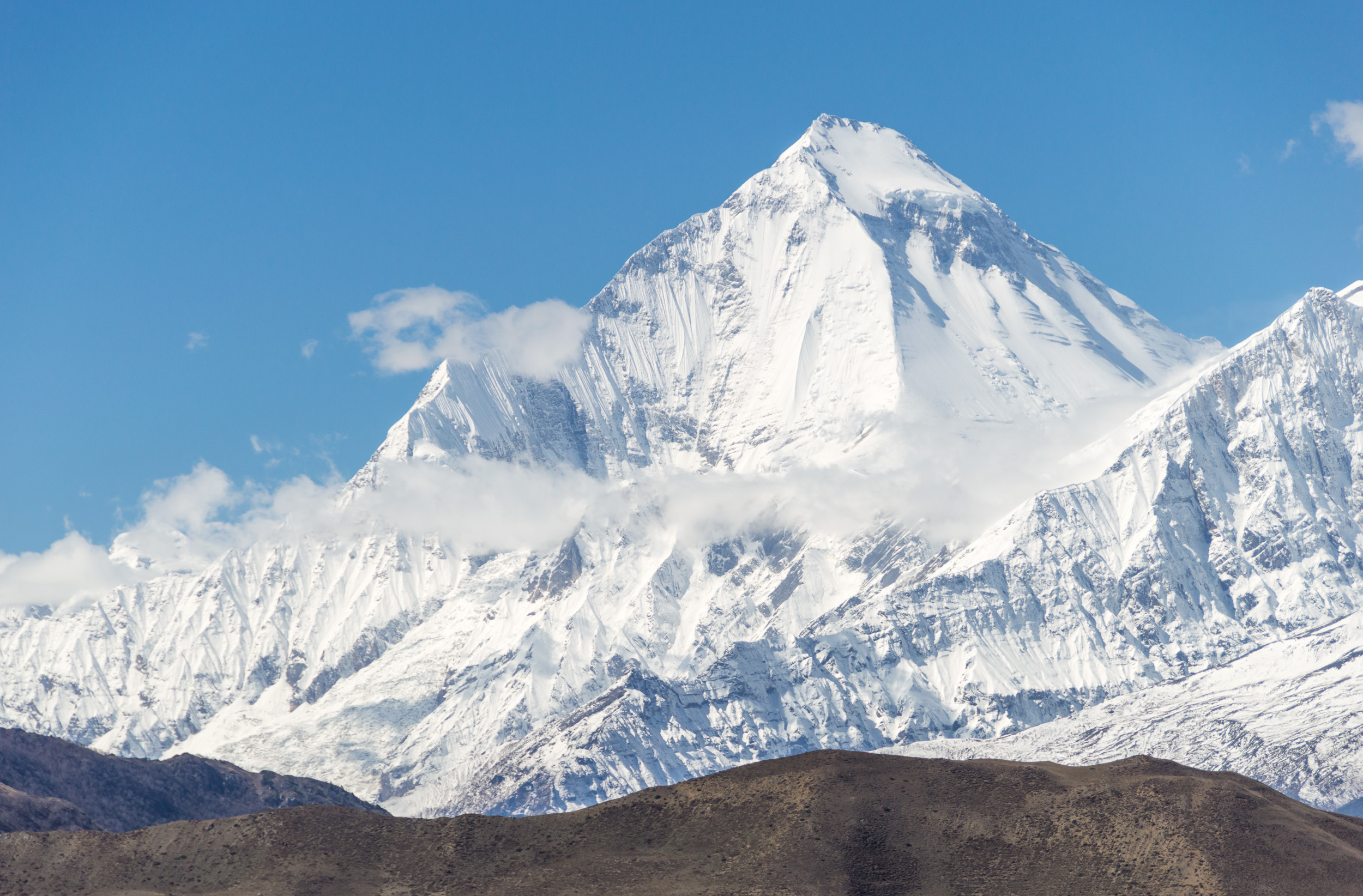
Dhaulagiri (8167 m)

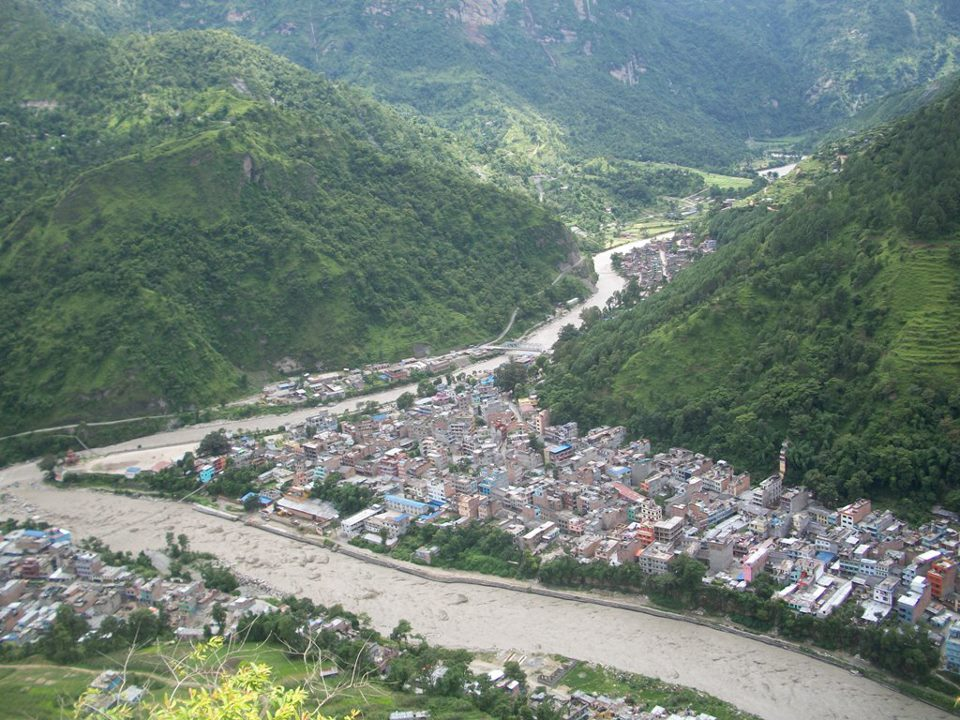
Beni, Verwaltungssitz des Distrikts

Der Distrikt Myagdi ist einer von 77 Distrikten in Nepal.
Der Distrikt ist geprägt vom tiefen Tals des Kali Gandaki zwischen den Massiven des Dhaulagiri und Annapurna. Entlang des Gandaki führt der Annapurna-Rundweg an dem z. B. der Ort Tatopani mit seinem Thermalbad direkt am Fluss liegt. Ein weiterer Ort an diesem Weg ist Ghodepani auf ca. 2900 m mit dem nahegelegenen Pun Danda (Poon Hill) und der Aussicht auf die Gipfel des Dhaulagiri und der Annapurna.

## Demographie
Der Distrikt liegt in der Verwaltungszone Dhaulagiri. Bei der Volkszählung 2001 lebten 114.447 Menschen in Myagdi; 2011 waren es 113.641, 51.395 davon männlich und 62.246 weiblich. Die Religionszugehörigkeit verteilte sich auf 87 % Hinduismus, 10 % Buddhismus, 1,3 % Christentum, 0,8 % Prakriti 0,2 % Islam, 0,02 % Bön. 99,8 % der Einwohner waren Nepalesen, 0,2 % Inder. Die Alphabetisierung der über 5-Jährigen wurde mit 72 % angegeben.

## Verwaltungsgliederung
Städte (Munizipalitäten) im Distrikt Myagdi:
- Beni

Village Development Committees (VDCs) im Distrikt Myagdi:
- Arman
- Babiyachaur
- Baranja
- Begkhola
- Bhakilmi
- Bima
- Chimkhola
- Dagnam
- Dana
- Darwang
- Devisthan
- Dowa
- Ghara
- Gurja Khani
- Histhan Mandali
- Jhin
- Kuhunkot
- Kuinemangale
- Lulang
- Malkwang
- Marang
- Mudi
- Muna
- Narchyang
- Niskot
- Okharbot
- Pakhapani
- Patlekhet
- Rakhu Bhagwati
- Rakhupiple
- Ramche
- Ruma
- Rumaga
- Shikha
- Takam
- Tatopani